# Vaughn Bodé
Vaughn Bodé (Utica (New York), 22 juli 1941 - 18 juli 1975) was een Amerikaanse striptekenaar van psychedelische undergroundstrips.

## Levensloop
Bodé werkte samen met Jeff Jones, met wie hij ook tijdelijk een studio deelde. Hij werkte als grotendeels als onafhankelijk striptekenaar; een verschijnsel dat in de jaren '60 ongewoon was in Amerika. Hij weigerde aanbiedingen van Stan Lee, Marvel en DC Comics, omdat hij van mening was dat hij in bezit moest blijven van de rechten over zijn eigen tekenwerk. In deze opvatting vond hij aansluiting bij Robert Crumb en de andere tekenaars van Zap Comix en veroorzaakten als gezamenlijk collectief hiermee in Amerika een verschuiving van de machtsverhoudingen van striptekenaars ten opzichte van de uitgeverijen. Ook een aanbieding van Playboy sloeg hij op dezelfde reden af. Hij werkte wel voor Cavalier, een ander Amerikaans tijdschrift voor een mannelijk publiek.
Hij illustreerde twee kaften van Vampirella, #3 met Larry Todd en #4 met Jeff Jones. In de jaren '70 begon hij aan een theatertournee, The National Lampoon.
Bodé gebruikte in zijn leven veel verschillende soorten hallucinogene middelen en droeg opzichtige make-up. In de laatste twee jaar van zijn leven slikte Bodé hormoonpreparaten voor borstontwikkeling. Bodé overleed op zijn 33e onder obscure omstandigheden aan verstikking tijdens een wurgseks-masturbatie.
Hij was getrouwd met Barbara Bodé, die nog altijd de rechten op zijn werk beheert. Zijn enige zoon Mark Bodé zette een aantal strips van voort, deze zijn echter minder karakteristiek dan het werk van zijn vader.

## Werk
Bodé's werk werd later een van de inspiratiebronnen voor veel graffiti-kunstenaars, die veel van zijn stripfiguren verwerkten in hun muurschilderingen. Een bekend stripfiguur van hem is Cheech Wizard. Zijn tekenwerk kenmerkt zich door een intens kleurgebruik, wellustige ronde mollige vrouwen en zogenaamde lizards, rechtoplopende hagedissen met een minuscuul piemeltje. De hagedissen zijn zeer seksistisch van aard en de vrouwen dienen zowel als lustobject als paard.
In 1999 begon de Amerikaanse uitgeverij Fantagraphics met een 10-delige heruitgave van zijn gehele oeuvre. In deze reeks zit echter niet zijn eerste stripbundel, Das Kampf en ook de schetsboeken werden niet herdrukt in deze serie. Het vierde deel van de schetsboeken is nooit verschenen ondanks eerdere aankondigingen. Van Cheech Wizard zijn in de jaren '00 ook animaties gemaakt.

## Publicaties

### Nederlandstalig
- Erotica (deel 1)
- Witzend #4 (kaft en kort verhaal)

### Oorspronkelijke Amerikaanse uitgaven
- Das Kampf
- Deadbone
- Junkwaffel. Issues 1-6
- Cheech Wizard
- The Man, 1972
- Cobalt-60
- The Purple Pictography (gedeeltelijk in samenwerking met Bernie Wrightson)
- Sketchbook #1
- Sketchbook #2
- Sketchbook #3

### Herdrukken
- Deadbone 1
- Deadbone 2
- Erotica 1
- Erotica 2
- Erotica 3
- Erotica 4
- Cheez Wizard 1
- Cheez Wizard 2
- Junkwaffel 1
- Junkwaffel 2
- Schizofrenia
- Poemtoons, gedichten

## Verder lezen
- Stripschrift 179, artikel over Vaughn Bodé's werk en leven